# Arthrodeis rotundatus
Arthrodeis rotundatus is een keversoort uit de familie zwartlijven (Tenebrionidae). De wetenschappelijke naam van de soort is voor het eerst geldig gepubliceerd in 1834 door Solier.